# Cemplang (Cibungbulang)
Cemplang is een bestuurslaag in het regentschap Bogor van de provincie West-Java, Indonesië. Cemplang telt 9293 inwoners (volkstelling 2010).